# Ophiodes luciae
La viborita de cristal de Lucy (Ophiodes luciae) es una especie de lagarto ápodo del género Ophiodes. Este saurio ápodo habita en el centro-norte del Cono Sur de América del Sur.

## Taxonomía
Ophiodes luciae fue descrita originalmente en el año 2015 por los zoólogos Pier Cacciali y Norman J. Scott Jr.
Holotipo
El holotipo designado es el catalogado como: MNHNP 9685; se trata de una hembra adulta, colectada el 22 de enero de 1995 por E. Bongermini, T. Waller, R. Palacios y P. Micucci (con número de campo ALA 2073).
El ejemplar exhibía hemipenes vestigiales, rasgo común en especímenes femeninos en este género, los que quedan evertidos cuando el animal es fijado en el líquido conservante.
Localidad tipo
La localidad tipo referida es: “paraje del departamento Presidente Hayes en las coordenadas: 23°53'18"S 57°19'23"W, situado a 35 km hacia el nordeste desde la ciudad de Antequera (al otro lado del río Paraguay), Paraguay”.
Etimología
Etimológicamente, el término específico es un epónimo que refiere al nombre con que se conoce coloquialmente a la persona a quien le fue dedicada la especie, la herpetóloga Aída Luz (Lucy) Aquino, por su dedicación durante más de tres décadas al estudio y protección de la herpetofauna paraguaya.

## Características
Ophiodes luciae es un lagarto de cuerpo fusiforme, fisonomía que a los integrantes del género les permite deslizarse fácilmente a través de los densos tallos de las hierbas. Este saurio no cuenta con patas delanteras, mientras que las traseras están reducidas a aletas. Si bien esta especie, por su apariencia externa, puede ser confundida con un ofidio, se diferencia de estos últimos porque tiene la capacidad de desprender la cola. Su patrón cromático presenta dorsalmente una base general oliva, sobre la que se disponen 19 tenues líneas formadas por manchas grises situadas en el centro de las escamas, algunas de las líneas se extienden hasta el extremo final de la cola;  las líneas se vuelven más débiles hacia la región ventral, la que es pálido-oliva amarillento.
Caracteres disgnósticos
Se distingue de las restantes especies del género por una combinación de varios caracteres: el poseer más de 165 escamas mediodorsales entre la occipital y la cloaca, el presentar 29 hileras longitudinales de escamas alrededor del sector medio del cuerpo, el presentar longitudinalmente 4 escamas en los miembros posteriores y no exhibir barras verticales oscuras ni en la nuca ni en la cara.

## Distribución y hábitat
Ophiodes luciae es una especie endémica del Chaco paraguayo, siendo colectada en proximidades de la margen occidental (derecha) del río Paraguay, en el extremo centro-oriental del departamento Presidente Hayes.
Hábitat
Este reptil habita en ambientes del chaco húmedo u oriental, un mosaico de paisajes en donde se desarrollan sabanas de altos pastizales nativos con sectores de suelo desnudo, esteros y bañados, selvas en galería que bordean a arroyos meandrosos, extensos palmares de palma blanca (Copernicia alba) e isletas de bosque chaqueño semicaduco. Periódicamente desde las aguas del río Paraguay desbordan e inundan las sabanas y palmares. De las especies del género Ophiodes, Ophiodes luciae conviviría solo con Ophiodes intermedius. Igualmente, se postuló la hipótesis de que el lugar donde fue capturada tal vez no sería el que normalmente habite la especie, pudiendo el ejemplar haber sido arrastrado aguas abajo durante un evento de inundación del río Paraguay, recalando finalmente allí.